# Фархентін
Фархентін (нім. Varchentin) — громада в Німеччині, розташована в землі Мекленбург-Передня Померанія. Входить до складу району Мекленбургіше-Зеенплатте. Складова частина об'єднання громад Зеенландшафт-Варен.
Площа — 17,31 км2. Населення становить Невірний параметр metadata 13 071 149 ос. (станом на 31 грудня 2020).